# Margarete Hannsmann
Margarete Hannsmann, nata  Wurster (Heidenheim an der Brenz, 10 febbraio 1921 – Stoccarda, 29 marzo 2007), è stata una poetessa e scrittrice tedesca.

## Biografia
Fu autrice di poesie, prosa, diari di viaggio e spettacoli radiofonici. Cresciuta in un ambiente familiare filo-nazista, da giovane visse nel culto di Hitler e fu leader locale nella gioventù hitleriana. Progressivamente, dagli anni '50 in poi, prese le distanze dal suo passato e si avvicinò a idee politiche di sinistra; il suo sofferto percorso interiore fu raccontato dettagliatamente nelle sue memorie, Der helle Tag bricht an. Ein Kind wird Nazi (1982).
La sua poesia fu inizialmente caratterizzata dall'interesse per la natura, i paesaggi e le tematiche ecologiste, mentre nei lavori dagli anni '70 in poi tese ad avere un peso sempre più importante la dimensione politico-sociale.